# Теорема о трёх силах

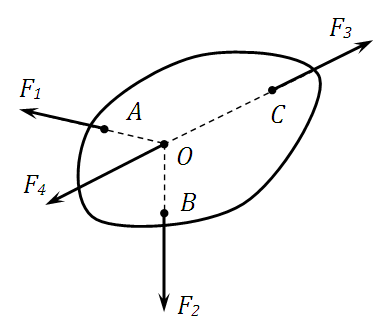
Рис. 1. Теорема о трёх силах

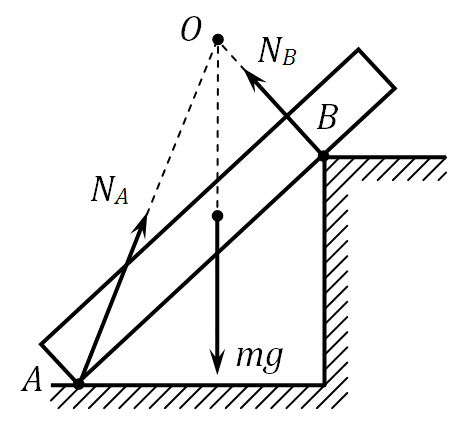
Рис. 2. Пример применения теоремы

Теорема о трёх силах — теорема статики, формулирующая необходимое условие равновесия абсолютно твёрдого тела под действием трёх непараллельных сил. Формулировка теоремы следующая:
Если абсолютно твердое тело находится в равновесии под действием плоской системы трех непараллельных сил, то линии их действия пересекаются в одной точке.
Под тремя непараллельными силами в данном случае понимаются три силы, как минимум две из которых непараллельны.
Теорема даёт только необходимое условие равновесия тела. Чтобы условие стало достаточным, к нему необходимо прибавить требование равенства нулю геометрической суммы всех трёх сил.

## Доказательство
Пусть тело находится в равновесии под действием сил F1, F2 и F3, точки приложения которых соответственно A, B и C (рис. 1). Предположим для определённости, что силы F1 и F2 непараллельны. Следовательно, линии их действия пересекаются в некоторой точке O. Перенесём обе силы вдоль линий их действия в точку O и найдём равнодействующую этих сил F4. Указанные операции не изменят состояния равновесия тела, следовательно, тело теперь будет находиться в равновесии под действием двух сил: F3 и F4. Но тело находится в равновесии под действием двух сил только в том случае, если эти силы направлены по одной линии. Следовательно, линия действия силы F3 также проходит через точку O. Теорема доказана.

## Пример применения теоремы
Рассмотрим однородную балку массы m, которая опирается на основание в точках А и В (рис. 2). Балка находится в равновесии под действием трёх сил: силы тяжести mg и сил реакции опор NA и NB. Определить линию действия силы NA.
Линии действия двух из трёх рассматриваемых сил известны: сила тяжести направлена вертикально вниз, сила NB — вверх и влево, перпендикулярно балке. Найдём точку пересечения линий действия этих сил (точка O). Тогда линия действия силы NA будет совпадать с прямой AO.